# Hessi
Hessi (nachgewiesen ab 775; † 804 in Fulda) war ein altsächsischer, ostfälischer Stammesführer, der sich im Jahr 775 Karl dem Großen in den Sachsenkriegen unterwarf.

## Leben

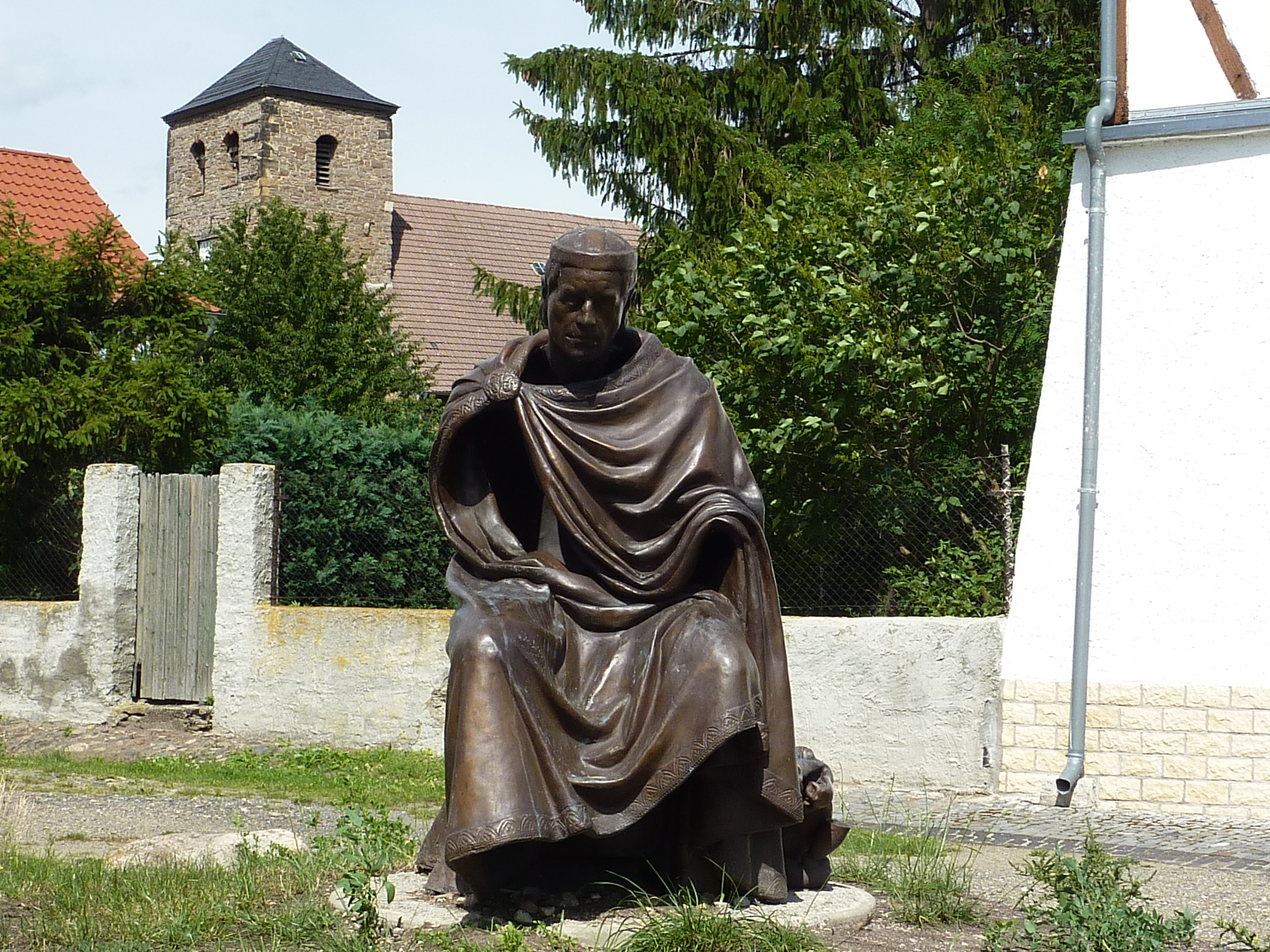
Graf-Hessi-Denkmal vor dem Kloster Wendhusen mit der ev. St.-Andreas-Kirche im Hintergrund

Hessi stammte aus einem altsächsischen Adelsgeschlecht. Ungeklärt ist, ob der Ort Hessen bei Osterwieck in Verbindung mit Hessi steht. Über Hessis frühe Lebensjahre ist bisher nichts bekannt.
In seinen langjährigen Sachsenkriegen unternahm Karl der Große im Jahr 775 auch einen Feldzug in den östlichen altsächsischen Raum (Ostfalen). Vermutlich traf er an dem Übergang der Oker bei Ohrum auf Hessi, einen der Anführer der „Ostleute“. Hessi und seine Männer unterwarfen sich Karl dem Großen und wurden christianisiert.
Im Jahr 782 erhielt Hessi von Karl dem Großen ein Grafenamt. Später trat er dann als Mönch in das Benediktinerkloster Fulda ein. Er schenkte dem Kloster zwei ostfälische Güter, die wohl bei Quedlinburg lagen, mit insgesamt 80 Unfreien.
Hessi war mit einer Fränkin verheiratet. Da sein Sohn schon vor ihm verstarb, überließ er seine Güter seinen Töchtern. Seine älteste Tochter Gisela oder Gisla gründete nach dem Tod ihres Mannes Unwan wohl um 825 das Kanonissenstift Wendhusen in Thale am Harz, worüber in der überlieferten Lebensbeschreibung der Heiligen Liutbirg („Vita Liutbirgae“) berichtet wird.